# COROT-12
COROT-12 — звезда, которая находится в созвездии Единорога на расстоянии около 3750 световых лет от нас. Вокруг звезды обращается, как минимум, одна планета.

## Характеристики
COROT-12 представляет собой жёлтый карлик главной последовательности и по своим характеристикам напоминает наше Солнце. Её масса и радиус приблизительно равны 1,08 и 1,12 солнечных соответственно. Температура поверхности звезды составляет около 5675 кельвинов. Возраст звезды оценивается в 6 миллиардов лет. COROT-12 получила своё наименование благодаря космическому телескопу COROT, обнаружившему у неё планету.

## Планетная система
В 2010 году группой астрономов, работающих в рамках программы COROT, было объявлено об открытии планеты-гиганта COROT-12 b в данной системе. Она относится к классу горячих юпитеров — газовых планет, обращающихся очень близко к родительской звезде. Её масса и радиус равны 0,9 и 1,44 юпитерианских соответственно. Полный оборот вокруг звезды COROT-12 b совершает за 2,82 суток.